# Halowe Mistrzostwa Europy w Lekkoatletyce 1980 – skok w dal kobiet
Skok w dal kobiet – jedna z konkurencji technicznych rozgrywanych podczas halowych lekkoatletycznych mistrzostw Europy w hali Glaspalast w Sindelfingen.  Rozegrano od razu finał 2 marca 1980. Zwyciężyła reprezentantka Polski Anna Włodarczyk. Tytułu zdobytego na poprzednich mistrzostwach nie broniła Siegrun Siegl z Niemieckiej Republiki Demokratycznej.

## Rezultaty
Rozegrano od razu finał, w którym wzięło udział 12 zawodniczek.

Opracowano na podstawie materiału źródłowego.
| Poz. | Zawodniczka        | Reprezentacja  | Próby | Próby | Próby | Próby | Próby | Próby | Wynik | Uwagi |
| Poz. | Zawodniczka        | Reprezentacja  | 1     | 2     | 3     | 4     | 5     | 6     | Wynik | Uwagi |
| ---- | ------------------ | -------------- | ----- | ----- | ----- | ----- | ----- | ----- | ----- | ----- |
| 01 ! | Anna Włodarczyk    | Polska         | 6,39  | 6,66  | 6,74  | x     | x     | x     | 6,74  | NR    |
| 02 ! | Anke Weigt         | RFN            | 6,64  | 6,68  | x     | 6,50  | x     | 6,56  | 6,68  |       |
| 03 ! | Sabine Everts      | RFN            | 6,46  | 6,54  | 6,42  | 6,50  | x     | 6,41  | 6,54  |       |
| 4.   | Lidija Guszewa     | Bułgaria       | 5,92  | 6,33  | 6,39  | 6,30  | 6,50  | x     | 6,50  |       |
| 5.   | Tatjana Kołpakowa  | ZSRR           | 6,21  | 6,45  | 6,20  | 6,37  | 6,36  | 6,47  | 6,47  |       |
| 6.   | Tetiana Skaczko    | ZSRR           | 6,03  | 6,01  | 6,41  | 6,28  | 6,43  | x     | 6,43  |       |
| 7.   | Dorthe Rasmussen   | Dania          |       |       |       |       |       |       | 6,31  |       |
| 8.   | Beáta Fazekas      | Węgry          |       |       |       |       |       |       | 6,13  |       |
| 9.   | Heike Schmidt      | RFN            |       |       |       |       |       |       | 6,10  |       |
| 10.  | Snežana Dančetović | Jugosławia     |       |       |       |       |       |       | 6,04  |       |
| 11.  | Anne-Marie Pira    | Belgia         |       |       |       |       |       |       | 6,04  |       |
| 12.  | Jarmila Nygrýnová  | Czechosłowacja |       |       |       |       |       |       | 6,01  |       |